# Noël van Kleef
Noël van Kleef (Den Haag, 4 januari 1995) is een Nederlandse actrice en zangeres, voornamelijk bekend door haar rol als Lynn Vegter in Goede tijden, slechte tijden en Maxima Paraat in SpangaS: De Campus.

## Biografie
Van Kleef groeide op in Rotterdam. Na haar middelbare school afgerond te hebben, besloot ze een musicalopleiding te volgen. Tijdens haar opleiding verzorgde ze al backing vocals bij onder andere Paul de Leeuw, LA the Voices, de AVRO Musical Sing-a-Long en Ernst Daniël Smid. 
Na haar studie speelde zij in verschillende Nederlandse commercials en was zij een deel van Stichting Theaterhart, waarbij ze verschillende voorstellingen op scholen speelde. 
Van 2020 tot en met 2022 was Van Kleef te zien in als Maxima Paraat in de serie SpangaS: De Campus. Samen met de rest van de cast bracht zij in 2020 het nummer Het is Kerstmis uit. In het voorjaar van 2022 maakte Van Kleef haar debuut als Lynn Vegter in de RTL 4-soap Goede tijden, slechte tijden.
In 2023 nam Van Kleef deel aan De Verraders op RTL 4. In datzelfde jaar deed ze mee aan De Alleskunner VIPS op SBS6 waarin ze op de veertiende plaats eindigde.

## Theater
- 2015: Voorstelling Jij Bent Het van Het Nationale Toneel (ensemble)
- 2016–2019: Voorstelling Shame & Share van Stichting Theaterhart. (Fenne)
- 2017–2018: Voorstelling Shaun het Schaap: Bitzer is verliefd! (Harry)
- 2017–2019: Voorstelling Liever Niet  van Stichting Theaterhart (Chantal)

## Filmografie

### Film
- 2024: Buenas Chicas, als Allegra

### Televisie

#### Als actrice
- 2019–heden: diverse reclames
- 2020–2022: SpangaS: De Campus, als Maxima Paraat
- 2022: Goede tijden, slechte tijden, als Lynn Vegter
- 2023: Zin in Zappelin, als Buurvrouw Noël

#### Overig
- 2023: De Verraders, als deelnemer
- 2023: De Alleskunner VIPS, als deelnemer
- 2023: De Faker, als presentatrice
- 2023: Waku Waku, als deelnemer
- 2024: Say Whut!?, als deelnemer